# Nguyễn Thị Thu
Nguyễn Thị Thu – wietnamska zapaśniczka walcząca w stylu wolnym. Siódma na mistrzostwach Azji w 2005. Srebrna medalistka igrzysk Azji Południowo-Wschodniej w 2005 i brązowa w 2003 roku.